# Vanessa Colaiutta
Roxana Vanesa Méndez, conocida con el nombre artístico de Vanessa Méndez y/o Vanessa Colaiutta, es una cantante, escritora y compositora argentina de estilo melódico, pop & rock. Argentina de nacimiento, actualmente se encuentra radicada en México. En su carrera profesional como intérprete ha editado a la fecha siete discos como solista.
Ha participado en colaboración con otros artistas como Andrés Calamaro, y ha integrado junto con su hermano Rodrigo Méndez el Dúo Makana 8 ½.Como compositora, diversos cantantes han grabado canciones de su autoría como Paulina Rubio, Sentidos Opuestos, José Luis “el puma” Rodríguez, Nydia Rojas, Cuisillos, Ana Bárbara, Lupita Dalessio, Kudai, entre otros.

## Reseña biográfica
Nació el 17 de diciembre de 1974, en Caballito, ciudad de Buenos Aires. 
Su debut profesional como cantante fue a los 14 años, con la edición de su primer disco, en el año 1988,  titulado Vanesa con la dirección artística y arreglos del exintegrante de El Club del Clan, Lalo Fransen y del cantautor Sheriko. El disco, editado con el sello RCA Ariola, contó con canciones del género pop, entre los que destacaron Rambo-Rambo y una versión de Soley Soley, canción muy conocida en los años 70 por el grupo escocés Middle of the road. Este disco lo presentó en sociedad en el programa televisivo, Hola Susana conducido por la actriz Susana Giménez.
En el año 1989 publicó su segunda placa discográfica titulada Vida, que contó con la producción y arreglos a cargo de Tweety González editado con el sello RCA Ariola. En esta época la artista se presentó en múltiples programas de TV tanto de Buenos Aires como del interior. A los programas de Susana Giménez, también se suman presentaciones en Sábados de la bondad y Finalísima; ambos programas conducidos por Leonardo Simons.
En el año 1990 Vanessa publicó su tercera placa discográfica, que llevó el título de su primer sencillo de difusión Ven, ven  coproducido por Horacio Lanzi y Graciela Carballo, siendo publicada con el sello BMG. El sencillo de difusión, una adaptación al español de la canción rain rain rain, del cantante Simon Butterfly, fue muy radiado en las emisoras y programas de moda, logrando disparar las ventas del disco haciendo, además, que las presentaciones en shows y en programas de TV del interior se multiplicaran. Se destacan,  de este disco Hay una rebelión, Tú y yo en primavera, No puedo verte a las 10 y La Reina de los Colibríes. Posterior a este disco haría giras por el interior, Córdoba, Mendoza y La Pampa, con una importante afluencia de público.
En el Año 1992, Vanessa publicó su cuarto disco titulado Soy una persona con arreglos de Tweety González y la producción general de Marquito siendo nuevamente publicadas con el sello BMG. El primer sencillo de difusión es ¡Dame! ¡Dame! ¡Dame! la popular adaptación al castellano que los hermanos Mary y Buddy McCluskey hicieran para el grupo sueco ABBA en 1980. En esta placa, han de aparecer varias baladas, y entre ellas, uno de los hits más fuertes de su carrera: Si estuvieras aquí.
Aquí la cantante llegó a la cúspide de su aceptación popular. Esto se nota en su fuerte presencia en los programas de TV del interior, principalmente de la productora Audiovisión: Telemanías, Pan y Manteca, La pachanga y de programas como Elegidos, en la provincia de Tucumán.  En febrero de 1993 dio un multitudinario show en el anfiteatro Teatro Griego, de Córdoba (ubicado en el Parque Sarmiento) que fue televisado con producción de Audiovisión. Se trató del Festival "Estrellas 93" que dio junto al cantante centroamericano Wilkins, Sergio Dalma, Gloria Trevi, Pablo Ruiz y las mellizas Ivonne e Ivette Posterior a ello inició un viaje a España, contratada por TVE para actuar en el programa Viéndonos.
En el año 1994 Vanessa publicó su quinta placa discográfica Llegó la hora que fue presentado con el nombre artístico de Vanessa Méndez, con producción general de Daniel Garcia y Mario Scharjis y editada por BMG. El disco integrado por 11 canciones, incluyeron por vez primera, canciones de su autoría en conjunto a otras personas, o sola.  Entre ellas, Amarnos no es pecado, que un año después sería una canción que grabaría la cantante mexicana Paulina Rubio.  En esta placa incluyó una adaptación al español de la canción Holding out for a hero, que hiciera tan popular la cantante Bonnie Tyler.
En el año 1995, Vanessa publicó su sexta placa discográfica Vale todo. grabado en los Estudios Panda, y distribuido por Leader Music. Para esta producción se destaca la participación de los músicos Diego Blanco, y Marcelo Blanco, ambos de Los Pericos. Junto al cambio de sello, se observa un cambio de estilo, con presencia de canciones de estilo tropical, y en donde hay varias canciones que son de la conocida cantante Selena. Posterior a esta producción, en el año 1997, se produjo el éxodo de la artista que buscando alejarse de la adrenalina de hoteles, giras, presentaciones maratónicas en la TV y los flashes partió hacia nuevos caminos fuera de su país, viviendo en Londres, Roma, Madrid, Miami y Nueva York. Junto a su hermano Rodrigo Méndez, vivió de componer para otros artistas y tocar en bares, subtes, plazas y paseos públicos. Este viaje de redescubrimiento la llevó a radicarse, finalmente, en México.
En 2005 Vanessa publicó su séptima placa discográfica titulada Vanessa Colaiutta estrenando ese apellido artístico. El disco contiene 12 canciones de autoría propia o en sociedad con su hermano Rodrigo, siendo su primer sencillo Sola. De dicha placa se destacaron, además, Lagrimas rotas, la mujer que habita en mi y A la luna llega el tren. Esta fue la primera placa que Vanessa no habría de publicar en su país natal. A pesar de ello, a las radios argentinas llegan los sencillos Sola y Lagrimas rotas.
El disco fue grabado en los estudios Mondo Mix con la producción de Cachorro López y coproducido por Sebastián Schon, Rodrigo Méndez y Diego Blanco. En una entrevista publicada en el periódico El Siglo de Durango ella ponderó el sonido de la placa como “una fusión de rock pop en el que resaltan las influencias de The Beatles, Coldplay, Tori Amos y Sarah McLachlan”.
Ese mismo año EMI Music América Latina y Nokia, anunciaron que la canción Sola fue seleccionada para ser incluida dentro de los contenidos musicales del aparato celular Nokia 6230 que empieza a comercializar la popular marca de dispositivos móviles. Paralelamente Emi México publicó el disco Big Brother 3R, un compilado con diversas canciones entre las que se incluye una versión acústica de  "Todo a pulmón" la popular canción de Alejandro Lerner interpretado por ella.
El 2 de noviembre de 2006, durante la edición n.º 7 de la entrega anual de Los Premios Grammys Latinos 2006 celebrado en el Madison Square Garden, Cachorro López, recibe el premio a Productor del año, por su trabajo en 4 placas discográficas, entre ellas la placa de Vanessa Colaiutta. En el año 2007 Vanessa tiene una participación en el undécimo disco del músico argentino Andrés Calamaro titulado “La lengua popular”.
En el año 2009, junto a su hermano Rodrigo Méndez, publican en un sencillo promocional, con el nombre de Dúo Makana: “Lo siento tanto (bebe)” a través de Universal Music Argentina. La canción es editada solo a modo de difusión junto con el video realizado por la productora HDF (Hermanos Dawidson Films). Posterior a ello presentan diversos cortos en YouTube con canciones en donde habrán de tener algunos invitados especiales como Gustavo Cordera de La Bersuit Vergabarat y Juanchi Baleirón de Los Pericos y en el año 2012 Dúo Makana abre el recital que la artista internacional Jennifer López da en el estadio GEBA. En el año 2015 Vanessa y Rodrigo publicaron bajo el nombre de Dúo Makana 8 ½ la placa discográfica ¿has visto de frente a un marciano?
El 7 de febrero de 2017, Vanessa publicó en su canal oficial de YouTube, y desde allí en su canal oficial de Facebook: VanessaColaiutta, una versión acústica de su viejo éxito del año 1991 Si estuvieras aquí que grabó en los estudios SuPerSonalidad, de Ezequiel Bauza. En abril de 2017 publicó en su canal oficial de YouTube Que será de mi, en formato acústico, y posterior a ello publica una adaptación en castellano de la canción The Scientist de la banda Coldplay. 
El 23 de marzo de 2018, Vanessa anunció con un video publicado en su cuenta personal y su fanpage oficial de Facebook, que el día 2 de junio a las 22:00 horas se presentara con un show acústico en Quality Teatro, de la ciudad de Córdoba, luego de más de 20 años sin presentarse en esa ciudad. La red social se convierte en su plataforma de promoción desde donde diversos fanes publican videos y flyers invitando al show Vanessa Vuelve. Por localidades agotadas se agrega una función para el día siguiente.
En diciembre de 2018 anunció que estaba grabando canciones para la serie de Netflix, Narcos. Ese mismo mes publicó en su cuenta oficial de Youtube, y posteriormente en sus redes sociales, una versión acústica de Oye niño una muy especial canción del popular cantante argentino Miguel Abuelo. Y posterior a ello una versión de Adiós, del extinto artista argentino, Gustavo Cerati.
Luego de una gira promocional por radios, TV y periodismo gráfico, hecho semanas antes, los días 17 y 18 de mayo de 2019 Vanessa Colaiutta se presentó en el Teatro Alberdi, de la ciudad de San Miguel de Tucumán, luego de 23 años de ausencia en la provincia de Tucumán.
Ha publicado como sencillo Única, en 2019. Y en junio de 2020 ha publicado La Reina que manda. En 2021 lanza su nuevo sencillo Serena.y posterior a ello publicó Gracias por estar. En el año 2022 publicó Verte acá.
Actualmente se encuentra en Bobo Producciones como coaching vocal de los artistas que integran "la nueva banda" en el tour 2000s x siempre.

## Discografía[43]
- 1988. Vanesa
- 1989. Vida
- 1990. Ven, Ven
- 1992. Soy una persona
- 1994. Llegó la hora
- 1995. Vale todo
- 2005. Vanessa Colaiutta
- 2017. Si estuvieras aquí - Versión acústica (sencillo)
- 2019. Única (Sencillo)
- 2019. ¿Qué será de mí? (Sencillo)
- 2020. La Reina que manda (sencillo)
- 2021. Serena (Sencillo)
- 2021. Gracias por estar conmigo (Sencillo)
- 2022. Verte acá (Sencillo)

## Premios y nominaciones
| Año  | Trabajo nominado  | Premio        | Categoría               | Resultado |
| ---- | ----------------- | ------------- | ----------------------- | --------- |
| 2005 | Vanessa Colaiutta | Grammy Latino | Mejor Productor del año | Ganador   |